# Evgenij Lomtev
Evgenij Aleksandrovič Lomtev (in russo Евгений Александрович Ломтев?; 20 ottobre 1961) è un ex velocista sovietico.

## Palmarès

### Europei indoor
- 1 medaglia:
  - 1 oro (Budapest 1983 nei 400 m piani)

### Giochi dell'Amicizia
- 1 medaglia:
  - 1 oro (Mosca 1984 nella staffetta 4x400 m)

### Universiadi
- 2 medaglie:
  - 2 argenti (Edmonton 1983 nella staffetta 4x400 m; Kobe 1985 nella staffetta 4x400 m)